# ديبي وايت
ديبي وايت (بالإنجليزية: Debbie White) هي لاعبة كرة الشبكة نيوزيلندية، ولدت في 23 أبريل 1978 في بالكلوثا (نيوزيلندا) في نيوزيلندا.